# 大埔廣場

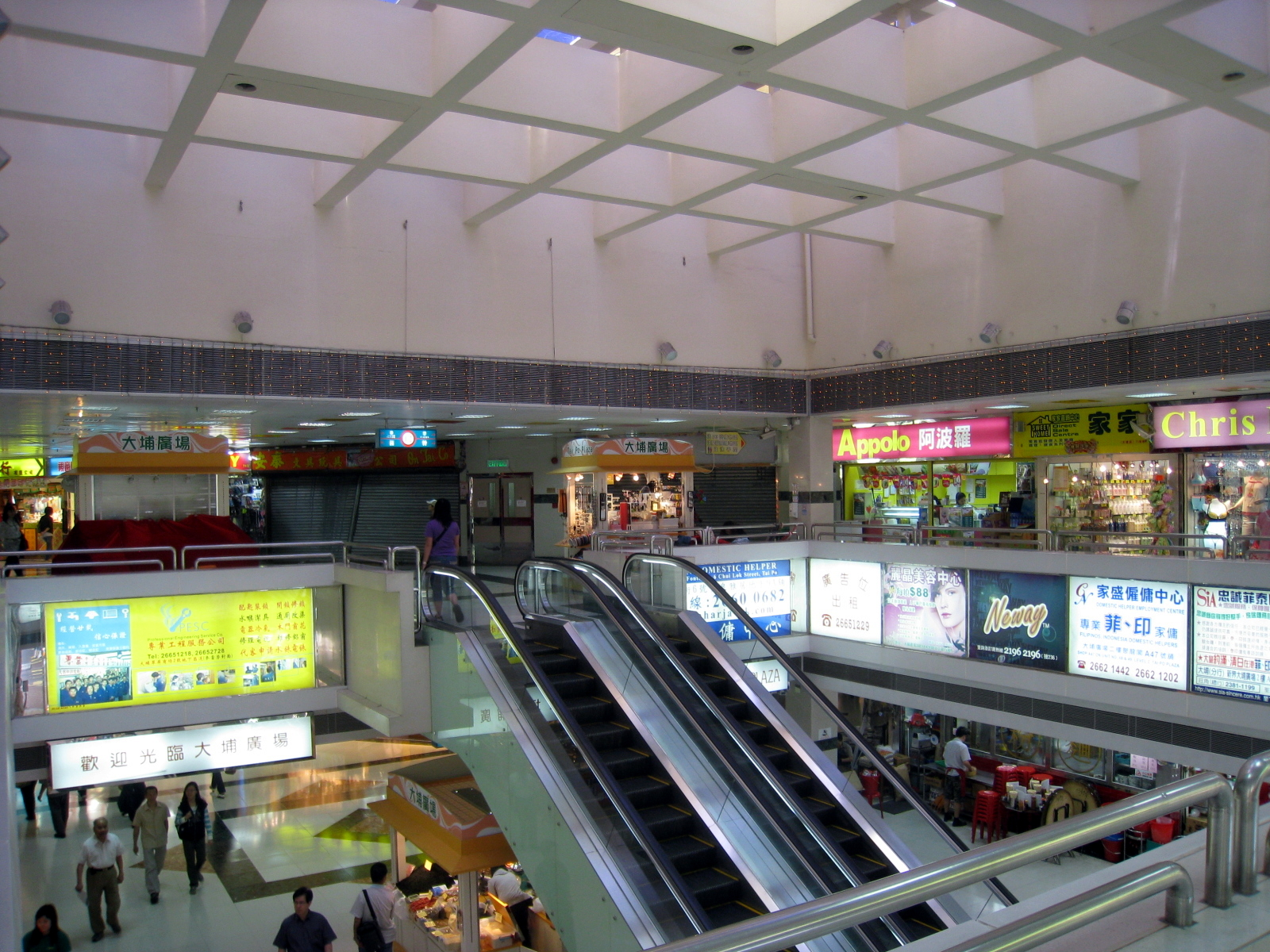
大埔廣場入口中庭

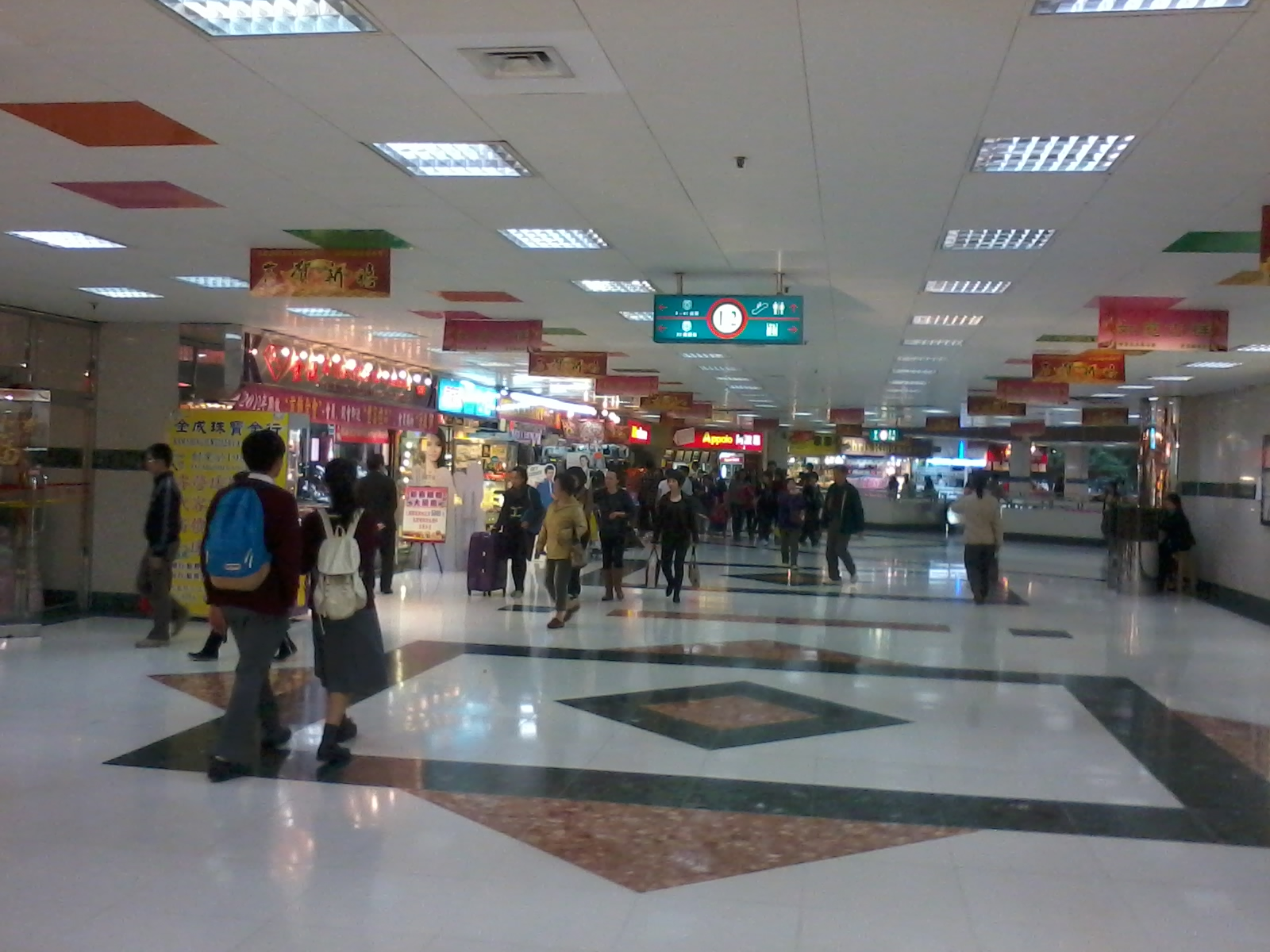
大埔廣場商場2樓

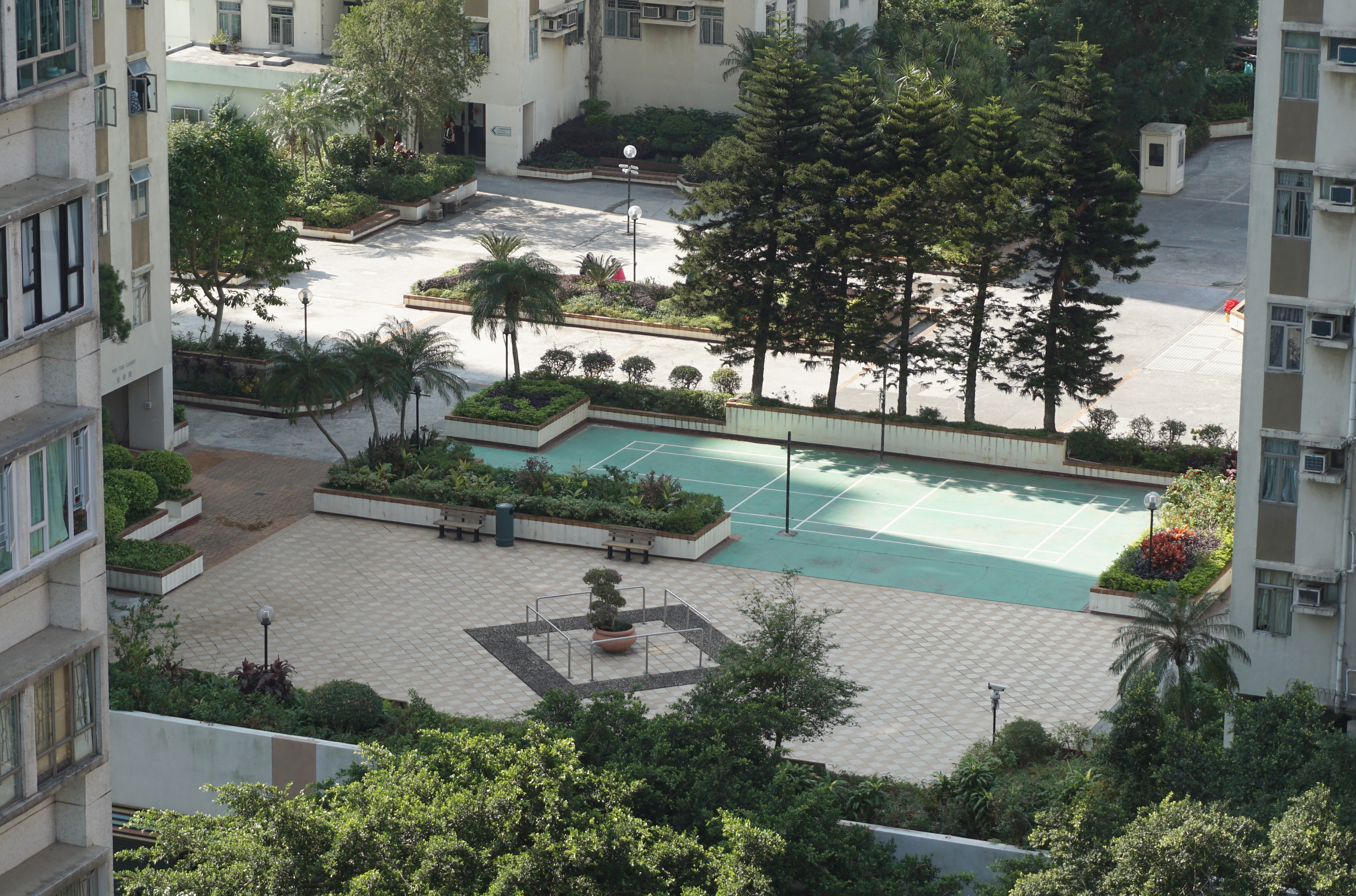
大埔廣場羽毛球場及卵石路步行徑

大埔廣場（英語：Tai Po Plaza）是香港房屋委員會的私人機構參建居屋之一，由瑞安地產有限公司的附屬公司 Ascoli Enterprises Limited 發展，瑞安承建有限公司建造，瑞安管理有限公司管理，位於新界大埔大埔海的填海地上，在1984年12月入伙。管理公司為康業服務有限公司。

## 屋苑資料

### 樓宇
| 樓宇名稱（座號） | 樓宇類型                          | 落成年份 | 每座層數 | 每層伙數 | 每座單位數目 (伙) | 提供升降機的廠商 |
| ---------------- | --------------------------------- | -------- | -------- | -------- | ----------------- | ---------------- |
| 宜富閣（第1座）  | 私人參建居屋樓宇設計 （十字井型） | 1985年   | 32       | 10       | 320               | 三菱             |
| 宜輝閣（第2座）  | 私人參建居屋樓宇設計 （十字井型） | 1985年   | 32       | 10       | 320               | 三菱             |
| 宜德閣（第3座）  | 私人參建居屋樓宇設計 （十字井型） | 1985年   | 32       | 8        | 256               | 三菱             |
| 宜興閣（第4座）  | 私人參建居屋樓宇設計 （十字井型） | 1985年   | 32       | 8        | 256               | 三菱             |
| 宜盛閣（第5座）  | 私人參建居屋樓宇設計 （十字井型） | 1985年   | 32       | 8        | 256               | 三菱             |

### 設施
平台設有兒童遊樂場，一個排球場，羽毛球場，緩步徑，石春徑和會議及自修室。而2樓設寶兒中英文幼稚園，在1985年創辦。

### 商場
屋苑設有購物商場，樓高2層。商場在1980年代曾經設滾軸溜冰場和設有二間影院的「銀星戲院」。當中戲院結業後改為厚福海鮮火鍋酒樓。目前商場業權已經分散，主要以小商店為主。2樓外圍通道設天橋(部分橫樑離地約7呎，切勿把兒童舉高)連接大埔中心的大埔超級城A區及C區、大元邨、昌運中心、翠屏花園和大埔中心巴士總站。

## 事件
- 2020年3月，有業主在屋苑外的空地擺設街站，表示全個屋苑因出現很多問題，而被「釘契」。例如商場地面24小時行人通道的天花多處出現石屎剝落問題，而被屋宇署多次發出勸喻信，最後接獲修葺令而被「釘契」。而住宅部分發生總食水喉管被換成消防用喉管的事件，最終業主要向水務署投訴、出信法團才能夠找工程公司更換。[4]
- 2020年5月9日大埔「和你唱」，部分市民轉到大埔廣場繼續叫口號期間，防暴警察在晚上7時57分突然衝入商場，有一家五口路經商場時，其中兩人突然被一批警員上前阻截，之後被警方帶走。有親友表示懷疑姨甥沒有帶身份證，同時表示警員曾打算以「限聚令」控告他們一家，批評警方濫權濫告。而警員也推撞及驅趕在場拍攝的記者。[5]

## 參看
- 香港居者有其屋列表